# トミ・ニルセン
トミ・ニルセン（Tommy Nielsen、1967年11月11日 - ）は、デンマークの自転車競技選手。デンマーク首都地域ヒレレズ生まれ。
1988年の夏季オリンピックで、男子個人ロードレースに出場し、71位であった。